# Скокомиши

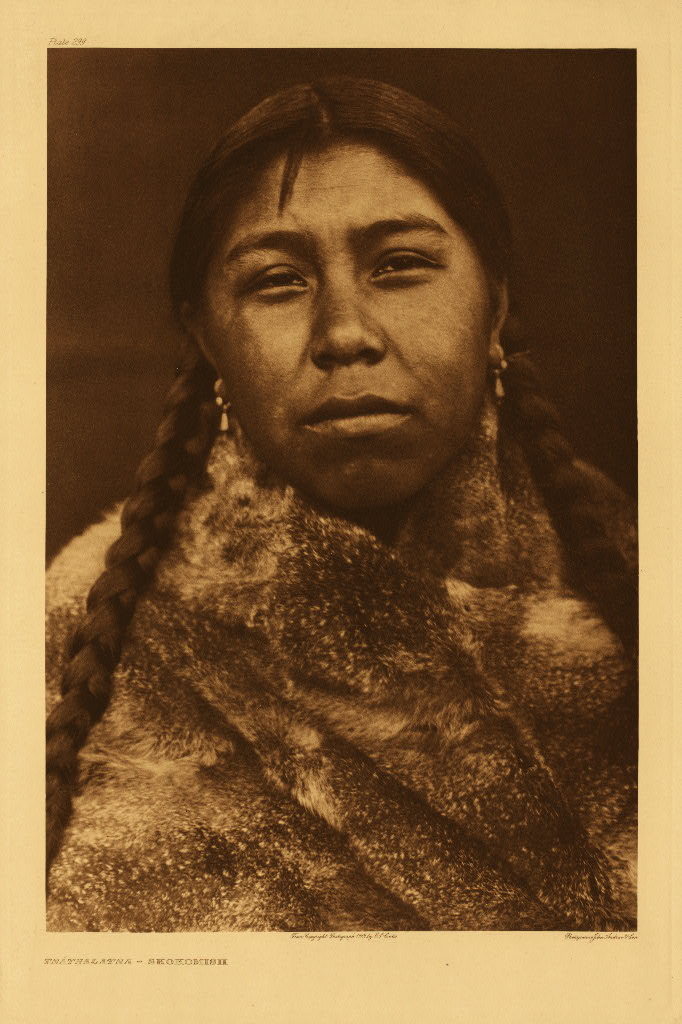
Цацалаца — женщина из племени скокомишей. Фотограф Эдвард Кёртис, 1913

Скокомиши, самоназвание твана — коренной народ США, проживающий на западе современного штата Вашингтон вдоль фьорда Худ-Канал на западе полуострова Китсап, а также на берегу залива Пьюджет-Саунд. Исторически занимались охотой, рыболовством и собирательством. В тёплые времена вели кочевой образ жизни, а зимой оседали в постоянных посёлках.
Название «скокомиш» происходит из чинукского жаргона и переводится как «сильные люди» (skookum + -mish).

## Язык
Язык твана относится к салишской семье индейских языков Северной Америки.

## Резервация
Около 1855 года племя скокомишей переселилось в резервацию Скокомиш в центральной части современного округа Мейсон в штате Вашингтон около реки Скокомиш. Площадь резервации составляет 25,32 км². Согласно переписи США 2000 года, население резервации составляет 730 человек.